# Crimen (serial telewizyjny)

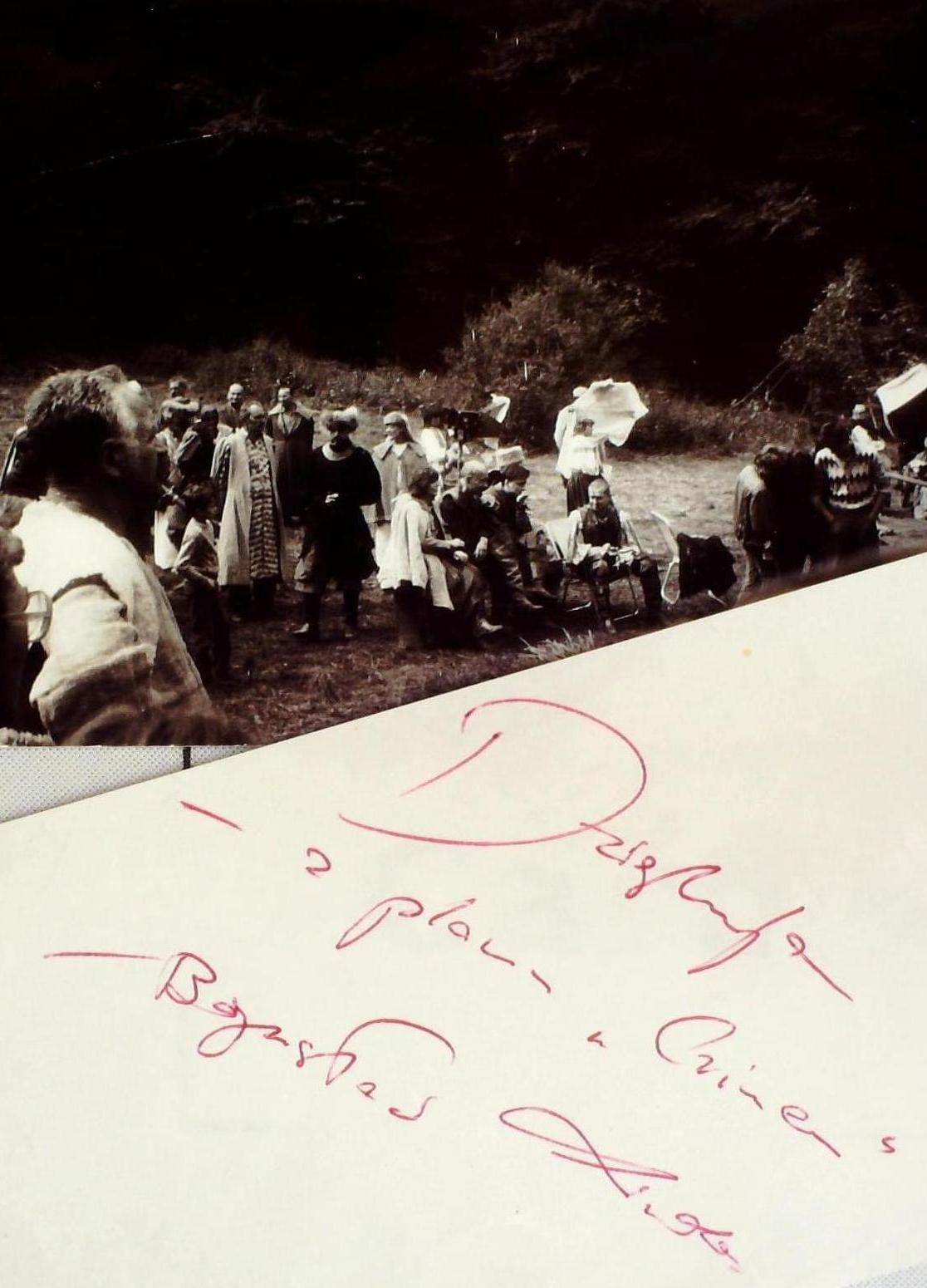
Autograf z planu filmowego Bogusława Lindy, artyści wśród statystów na wzgórzu Gruszka (1987)

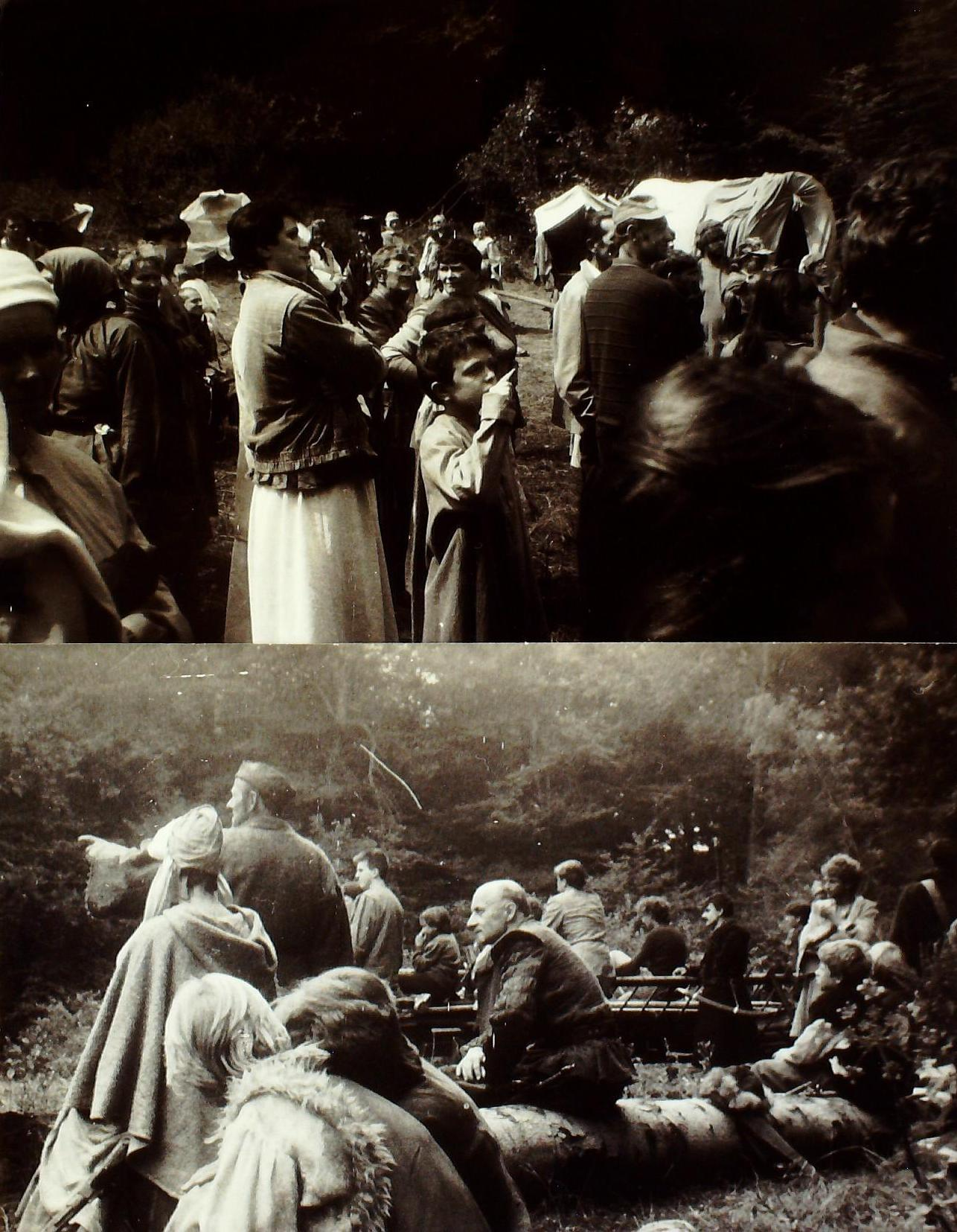
Marek Walczewski na planie filmowym (1987)

Crimen – polski serial historyczno-przygodowy z roku 1988, zrealizowany na podstawie powieści Józefa Hena pod tym samym tytułem. Tytuł Crimen oznacza po łacinie „zbrodnię”.
W sierpniu 2018 roku Telewizja Polska dokonała rekonstrukcji cyfrowej serialu i umieściła go w swoim serwisie VOD.

## Plenery
Za plenery przy kręceniu serialu posłużyły: Muzeum Budownictwa Ludowego w Sanoku (jako rynek fikcyjnego miasteczka Sańsk), Tarnów, Orawski Park Etnograficzny w Zubrzycy Górnej, Zamek w Pieskowej Skale, Głuchów, Zamek Kamieniec w Odrzykoniu

## Treść
Akcja toczy się w I połowie XVII wieku na terenie I Rzeczypospolitej. Główny bohater, Tomasz Błudnicki, będący siedemnastoletnim młodzieńcem,  brał udział w wyprawie na Moskwę, by wspomóc Dymitra Samozwańca I. Trafił jednak do rosyjskiej niewoli, w której spędził blisko dziesięć lat. Z niewoli wraca zupełnie odmieniony, poczynając od ogolonej na łyso głowy po demonstrowaną niechęć do przemocy. Kiedy jednak po powrocie dowiaduje się, że jego ojciec nie żyje, postanawia odnaleźć zabójców i pomścić śmierć ojca.

## Obsada
- Bogusław Linda – Tomasz Błudnicki
- Kazimierz Wysota – Kaźko Rosiński, brat Stacha
- Iga Cembrzyńska – Wiktoria Powidajowa
- Jacek Sas-Uhrynowski – Andrzej Witoszyński, członek oddziału Rosińskiego
- Edward Lubaszenko – lekarz Reuben
- Ewa Błaszczyk – Elżka Błudnicka, siostra Tomasza
- Jerzy Gudejko – Jędrzej Zagwojski, podkomendny Błudnickiego
- Jerzy Kryszak – brat Gabriel, przywódca kosturowców
- Jan Frycz – Stach Rosiński
- Marek Walczewski – kapitan Stefan Ligęza
- Jolanta Piętek-Górecka – Nastka
- Krzysztof Globisz – Wasyl, mąż Nastki
- Danuta Stenka – Zocha, siostra Rosińskich
- Agnieszka Wagner – Lea Wojnarowska, członkini sekty kosturowców
- Katarzyna Chrzanowska – Ula Bełzecka, córka chorążego
- Piotr Cyrwus – Cyryl
- Adam Probosz  – Gedeon, syn macochy Tomasza z pierwszego małżeństwa
- Lech Ordon – Rosiński
- Aleksander Machalica – Proboszcz
- Jerzy Wasiuczyński – Kniaź Ginwiłł
- Przemysław Gintrowski – Pieśniarz
- Krzysztof Jędrysek – Piotr Wolski, starosta jurydyczny
- Ryszard Radwański – lisowczyk
- Zdzisław Sośnierz – Sabat
- Lech Sołuba – wachmistrz Knobersdorf, dowódca straży